# 스토클레 궁전

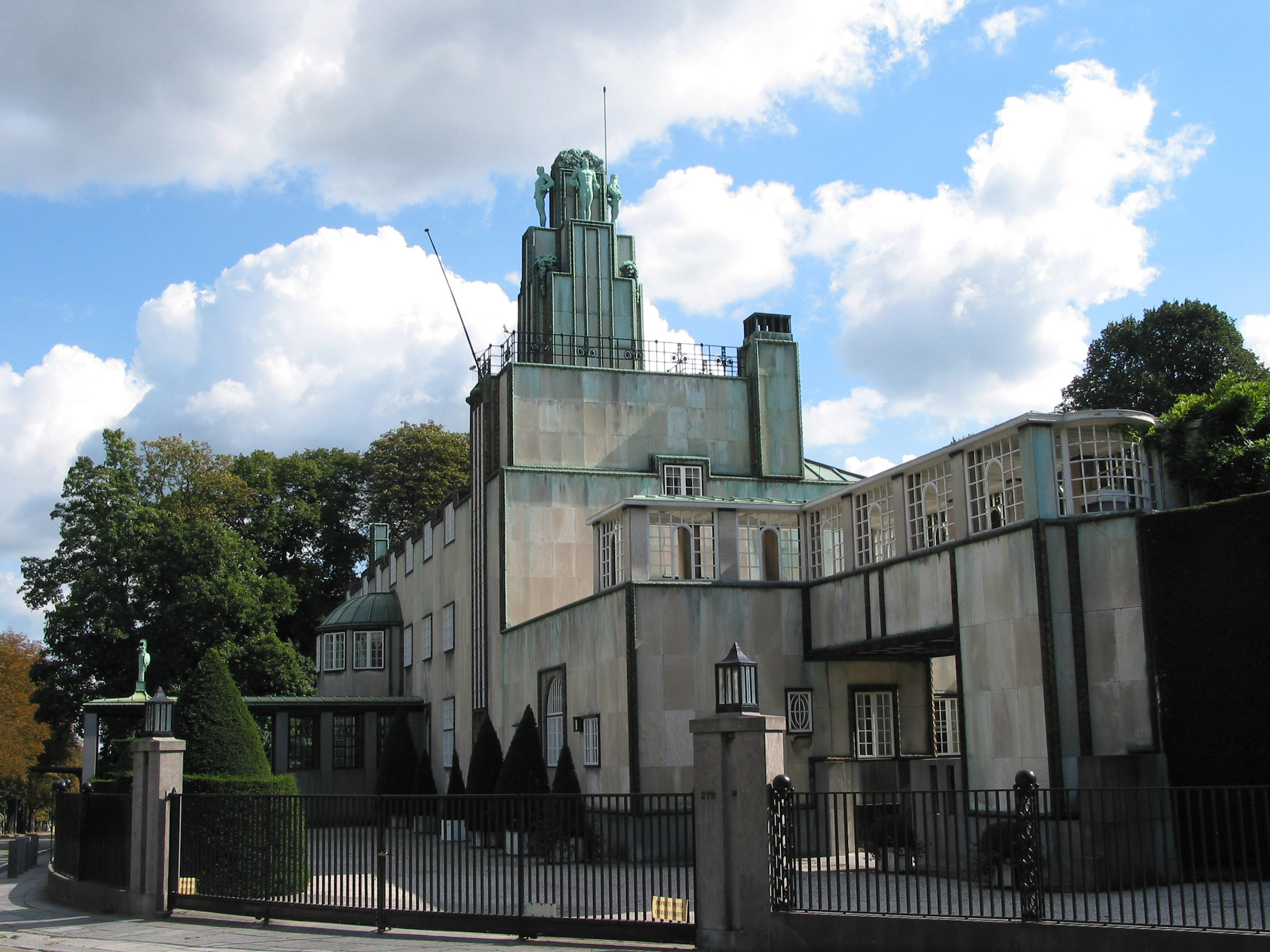
스토클레 궁전

스토클레 궁전(프랑스어: Palais Stoclet, 네덜란드어: Stocletpaleis, 영어: Stoclet Palace)은 벨기에 브뤼셀에 위치한 아르 누보 건축 양식의 저택이다.
벨기에의 금융인 겸 미술 작품 수집가인 아돌프 스토클레(Adolphe Stoclet, 1871년 ~ 1949년)의 사저로 사용되었으며 1905년부터 1911년까지 건설되었다. 오스트리아의 건축가인 요제프 호프만이 설계를 맡았고 구스타프 클림트 등이 저택의 내부를 맡았다. 20세기 초반에 발달한 내장재, 외장재, 가구, 일용품, 정원이 결합된 종합 예술 양식을 띤 건축물이며 벨기에의 아르 데코 시대를 대표하는 건축물로 여겨진다.
1949년 아돌프 스토클레가 사망한 이후에는 아돌프 스토클레의 며느리인 앙니 스토클레(Annie Stoclet)가 저택을 상속받았으며 2002년 앙니 스토클레가 사망한 이후에는 4명의 딸들이 저택을 상속받았다. 일반인들에게는 공개되어 있지 않다. 2009년에는 유네스코가 지정한 세계유산에 등재되었다.